# Renault R31
El Renault R31 fue un monoplaza de Fórmula 1 diseñado por Lotus Renault para la temporada 2011. El distintivo diseño en negro y dorado es a raíz del patrocinio del Grupo Lotus dentro del equipo, buscando rememorar los coches del equipo Team Lotus de la década de 1980. Es conducido por Nick Heidfeld (posteriormente reemplazado por Bruno Senna), que sustituye a Robert Kubica tras su grave accidente mientras participaba en el rally di Andorra,  y Vitaly Petrov.

## Presentación
El coche fue presentado en el Circuito Ricardo Tormo en Valencia, el 31 de enero de 2011, y atrajo la atención de un sistema radical de escapes, situados tras los deflectores laterales, al lado del cockpit, cuando suelen ir situados en la zona trasera del coche, a ambos lados. Rodó por primera vez el día 1 de febrero de 2011, a manos de Vitaly Petrov.

## Temporada 2011
El R31 tuvo un sensancional inicio de temporada, con 2 podios en las 2 primeras carreras (Australia y Malasia). Sin embargo, a partir de ahí bajó sus prestaciones y sólo pudo luchar por los puntos. Nick Heidfeld (cuyo monoplaza se incendió en dos ocasiones debido al sobrecalentamiento del sistema de escapes) fue sustituido por Bruno Senna a partir del Gran Premio de Bélgica, pero eso no cambió la suerte del equipo, que sufrió para mantener el 5º puesto en el campeonato en una recta final de año para olvidar. Finalmente, el diseñador del coche James Allison reconoció que el sistema de escapes fue una mala idea.

## Resultados
(Clave) (negrita indica pole position) (cursiva indica vuelta rápida)
| Año  | Motor                     | Neu. | N.º | Pilotos       | 1   | 2   | 3   | 4   | 5   | 6   | 7   | 8   | 9   | 10  | 11  | 12  | 13  | 14  | 15  | 16  | 17  | 18  | 19  | Puntos | Pos. |
| ---- | ------------------------- | ---- | --- | ------------- | --- | --- | --- | --- | --- | --- | --- | --- | --- | --- | --- | --- | --- | --- | --- | --- | --- | --- | --- | ------ | ---- |
| 2011 | Renault RS27- 2011 2.4 V8 | P    |     |               | AUS | MYS | CHN | TUR | ESP | MON | CAN | EUR | GBR | GER | HUN | BEL | ITA | SIN | JPN | RCO | IND | ABU | BRA | 73     | 5.º  |
| 2011 | Renault RS27- 2011 2.4 V8 | P    | 9   | Nick Heidfeld | 12  | 3   | 12  | 7   | 8   | 8   | Ret | 10  | 8   | Ret | Ret |     |     |     |     |     |     |     |     | 73     | 5.º  |
| 2011 | Renault RS27- 2011 2.4 V8 | P    | 9   | Bruno Senna   |     |     |     |     |     |     |     |     |     |     |     | 13  | 9   | 15  | 16  | 13  | 12  | 16  | 17  | 73     | 5.º  |
| 2011 | Renault RS27- 2011 2.4 V8 | P    | 10  | Vitaly Petrov | 3   | 17≠ | 9   | 8   | 11  | Ret | 5   | 15  | 12  | 10  | 12  | 9   | Ret | 17  | 9   | Ret | 11  | 13  | 10  | 73     | 5.º  |